# Ablaq

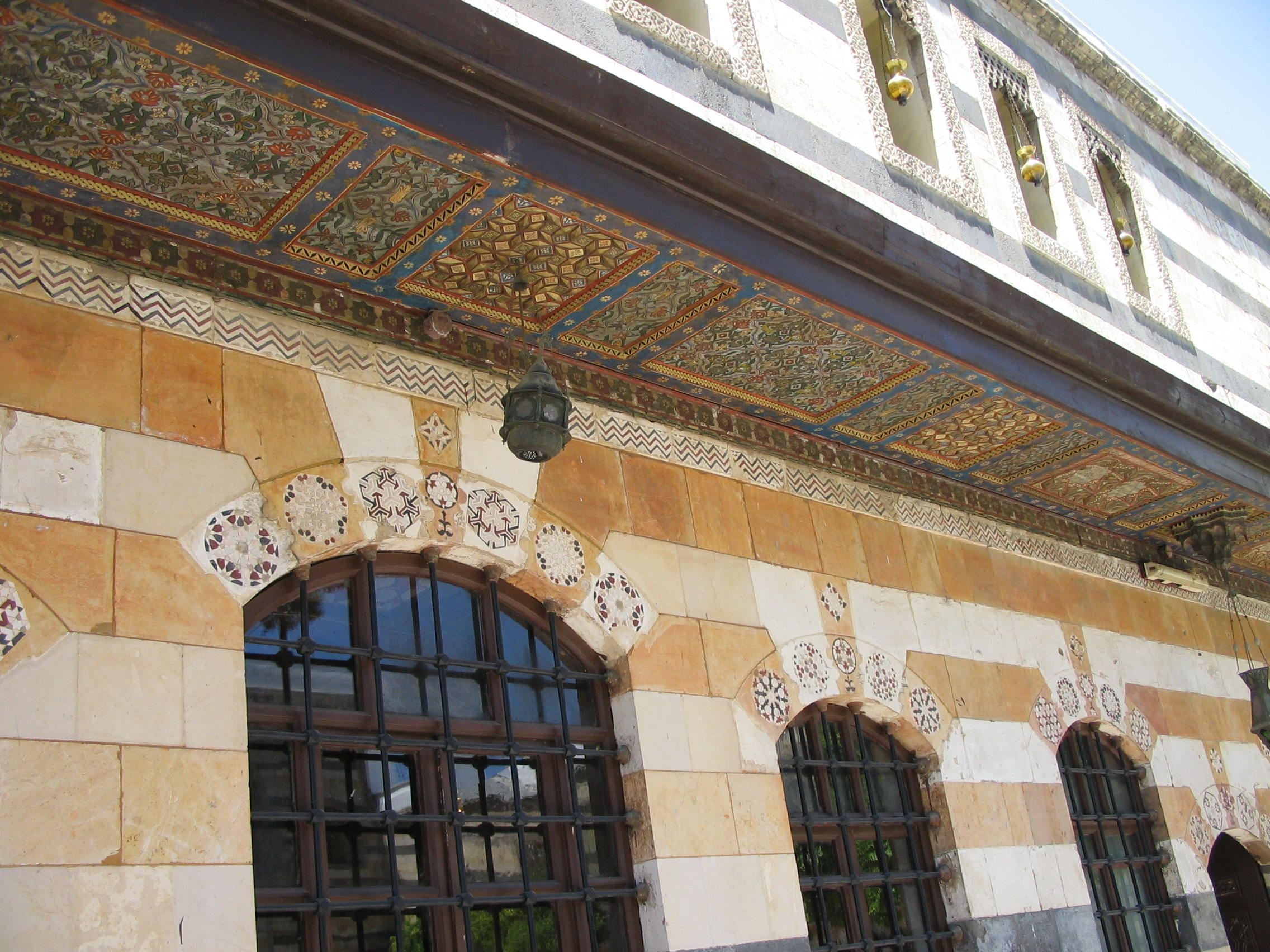
Vista del palacio de Azm (1749-1750), en Damasco

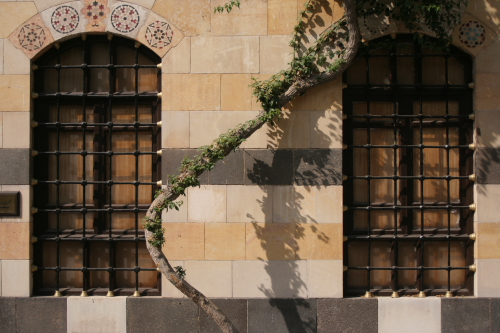
Detalle del palacio de Azm

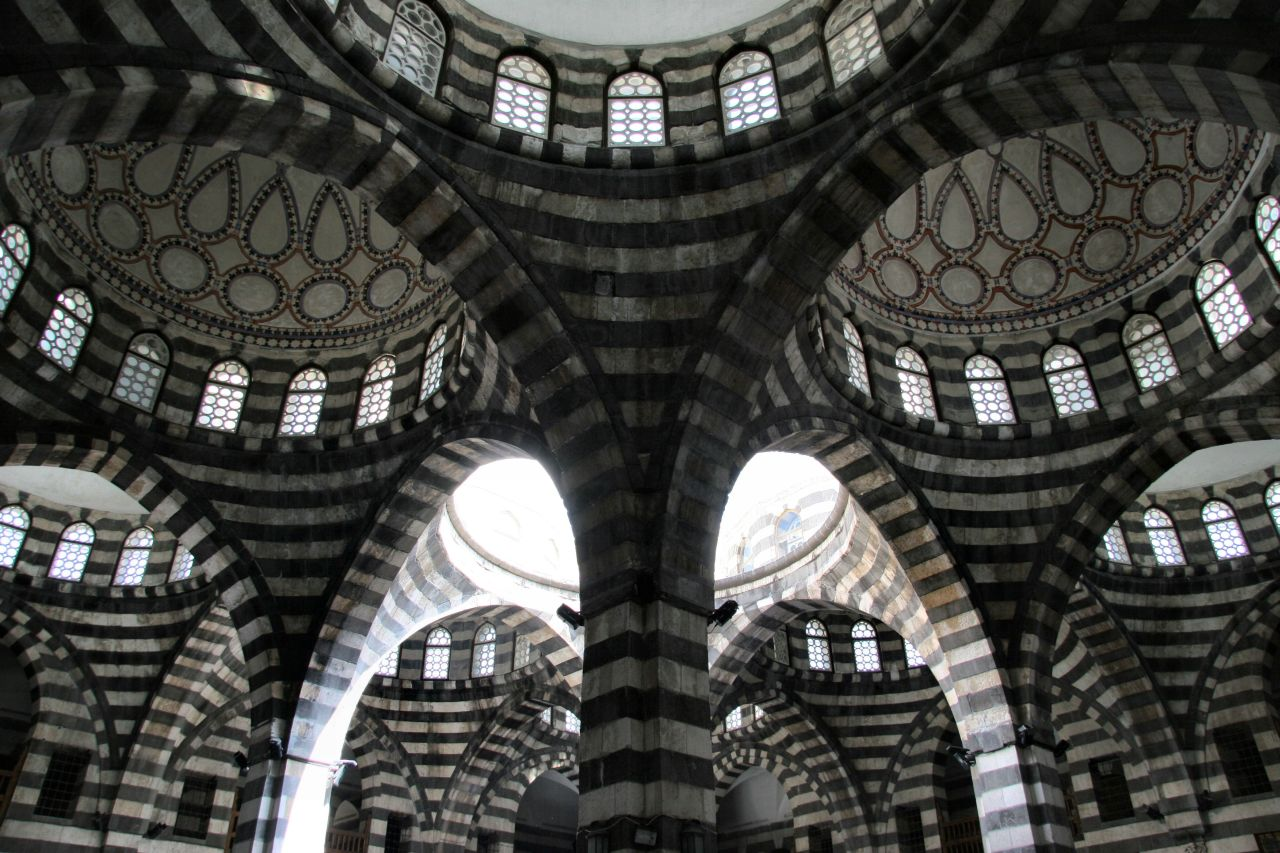
Vista del khan Asad Pasha

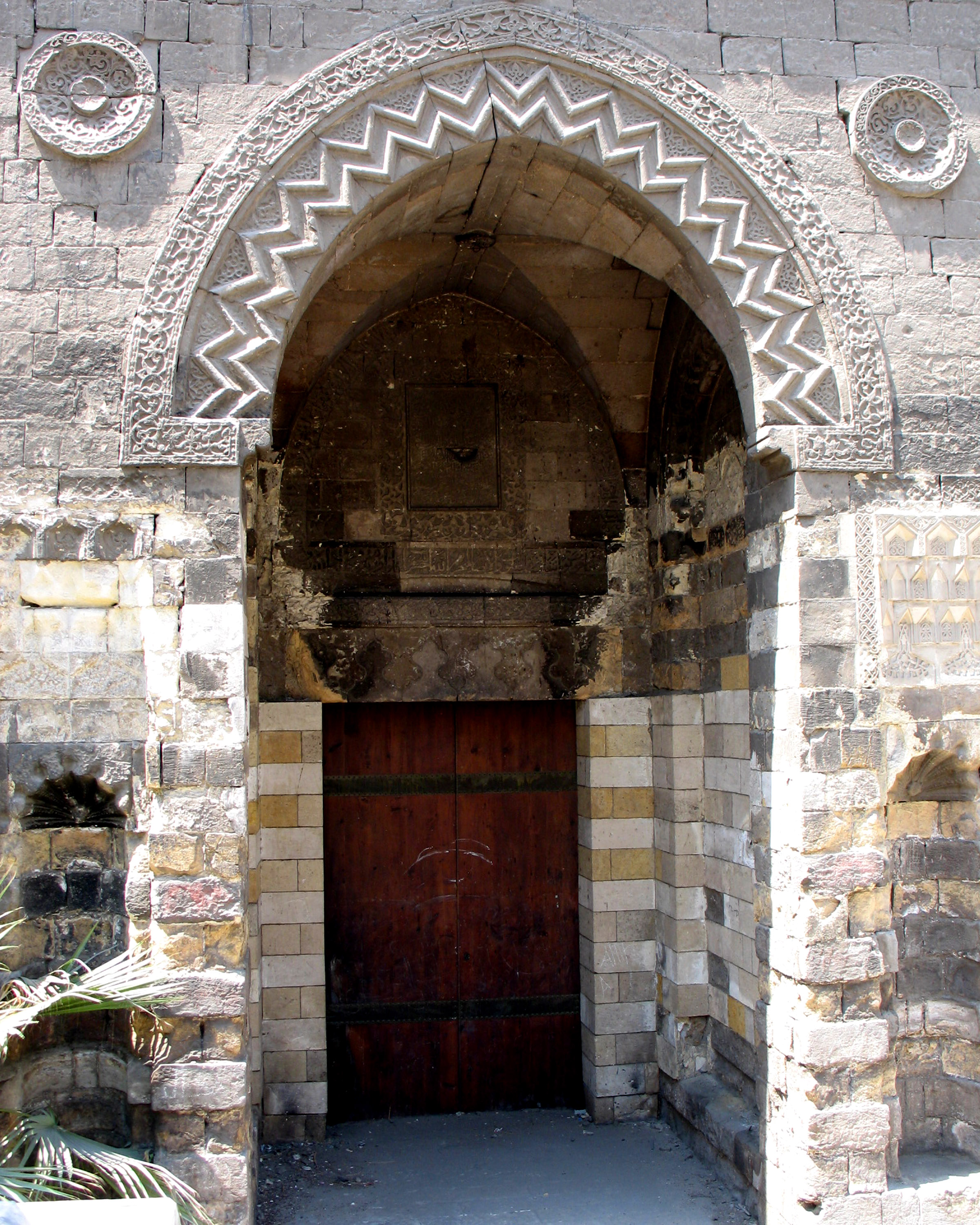
Mezquita de al-Zahir Baïbars

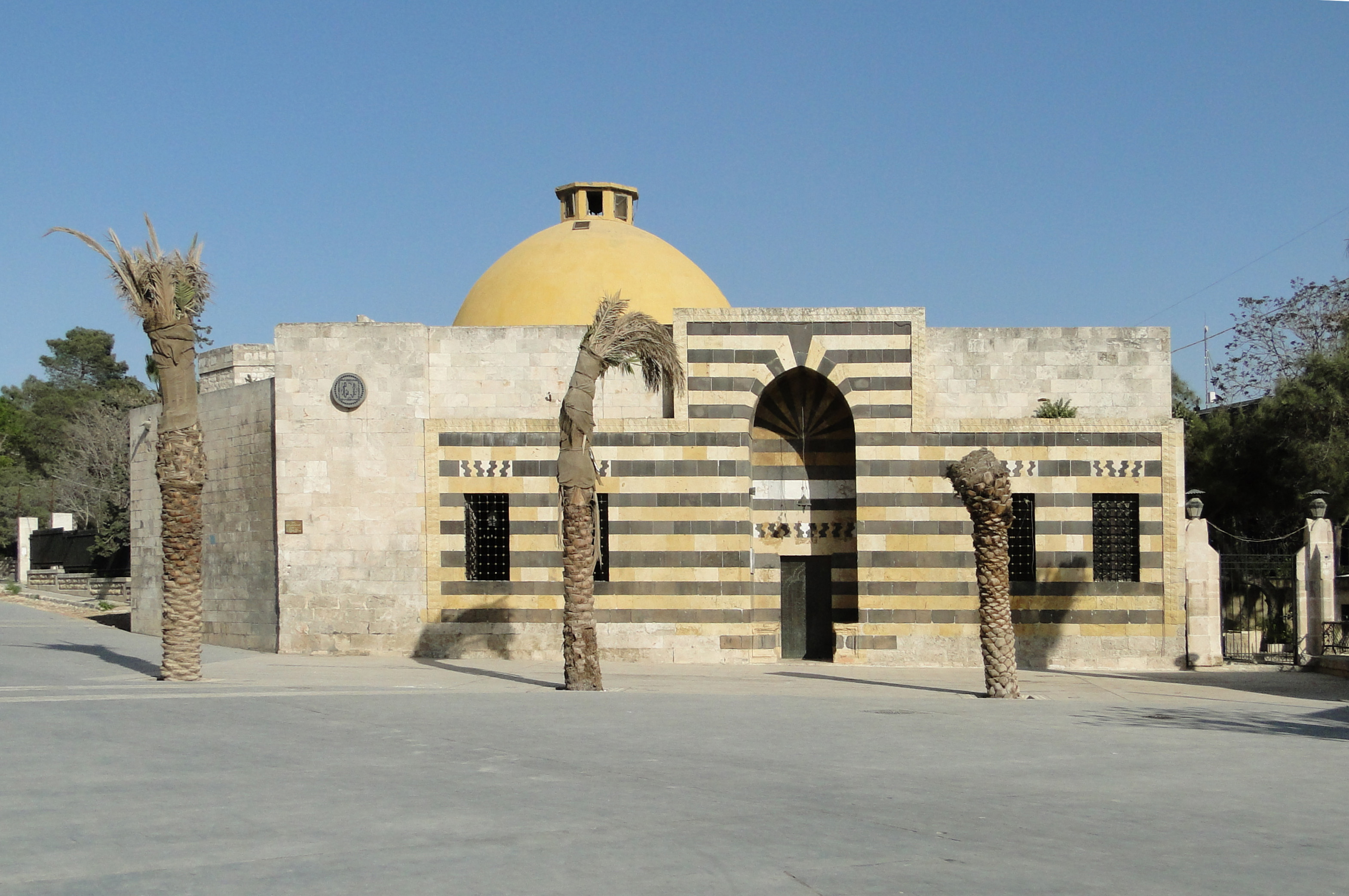
Entrada del hamán Yalbougha en Alepo

El ablaq (en árabe: أبلق‎; literalmente 'de dos colores' o 'blanco y negro') es una técnica arquitectónica árabe de revestimiento de los muros que alterna filas o bandas de piedra de color oscuro y piedra de color claro. Este tipo de mampostería nació en la parte sur de la Siria actual y se extendió a varias regiones árabes. El término se usó por primera vez cuando se trataba de reparar la Gran Mezquita de Damasco en 1109, pero la técnica del ablaq es anterior a ese trabajo.

## Técnica
Esta técnica decorativa se extendió en la arquitectura islámica. Derivaba directamente de la arquitectura bizantina, que a menudo hacía alternar piedras talladas de colores claros y ladrillos de colores ocres y anaranjados más oscuros. El término se usó por primera vez cuando se trataba de reparar las paredes de la Gran Mezquita de Damasco. El trabajo comienza en la pared norte en 1109, alternando en bandas dos colores de piedra. El suministro local de piedra puede haber fomentado el uso de cursos alternos de piedra clara y oscura. En la parte meridional de Siria abundan la piedra de basalto de color negro y la piedra caliza blanca. Por ello fue normal que esos dos materiales, presentes en cantidades iguales, se usasen naturalmente en mampostería.
Sin embargo, esta técnica es anterior, siendo la mezquita de Córdoba un ejemplo notable, así como medina Azahara, y quizás la cúpula de la Roca (690) y la mezquita de Al-Aqsa (710, rec. 1035).
Los mamelucos daban a sus edificios efectos moteados y de claroscuros y particularmente les gustaba el ablaq. La piedra tallada a menudo se combinaba con el ladrillos en las bóvedas. Estos elementos arquitectónicos mamelucos o sirios también fueron compartidos por los ayubíes, y también por los cruzados en Palestina, Siria y Egipto.

## Historia
En 1266-1269, el sultán al-Zahir Baybars al-Bunduqdari construyó una mezquita conocida como la mezquita de Al-Zahir Baybars y el palacio Qasr Ablaq, edificado haciendo uso de los efectos de luz y de la alternancia de las piedras claras y oscuras. Basándose en esa mezquita, la técnica del ablaq se extiende en el siglo XIII.
La arquitectura mameluca de Siria, Egipto y Palestina adoptó la técnica del ablaq en los siglos XIV y XV. Fueron sobre todo las piedras blancas y negras las que se utilizaron en esas regiones, así como los ladrillo rojos en bandas, dando un efecto de rayas de tres colores bastante reseñable.
La técnica del ablaq se usó para la decoración del palacio de Azm en Damasco y en otros edificios de la época otomana. Andrew Petersen, director de investigación de la arqueología islámica en la Universidad de Gales Lampeter, cree que el ablaq (alternando piedra caliza y basalto) es «una característica de la mampostería monumental de Damasco». Se pueden ver ejemplos de diferentes períodos en Alepo como el hamán Yalbougha o la casa Ghazaleh.
En la cúpula de la Roca de Jerusalén, por su parte, se utilizó el ablaq en los dinteles, alternando el color rojo y el blanco para resaltar las dovelas del gran arco. La arquitectura mameluca de Jerusalén (desde 1250 hasta 1516) incluye mampostería en varios colores: blanco, amarillo, rojo o negro. Los orígenes del uso del mármol en ablaq para la cúpula de la Roca son controvertidos: algunos expertos creen que es original, otros que se debe a adiciones posteriores (y difieren en cuanto a las fechas y la identidad de los constructores). En la actual Jordania, los mamelucos construyeron un khan fortificado en Aqaba (alrededor de 1145) según el modelo de las fortalezas de los cruzados. Incluye un arco sobre la entrada protegida. En forma de herradura, el arco está diseñado de acuerdo con la técnica del ablaq, haciéndose eco de la arquitectura mameluca de Egipto.
La arquitectura sagrada pisana (especialmente en la catedral de Pisa y en la Iglesia del Santo Sepulcro, cuya construcción comenzó en 1113) utiliza el ablaq, que no es solo aquí un simple revestimiento en blanco y negro, puesto de moda tras el regreso de la Primera Cruzada (1099) y el final de la de 1130. Se usan varios motivos arquitectónicos: ablaq, arco en zigzag y dóvelas, onduladas y planas. Estos ornamentos o embellecimientos fueron una apropiación directa de la arquitectura musulmana que los cruzados encontraron en su peregrinación a Jerusalén y en la Primera Cruzada en Tierra Santa contra los sarracenos. Allí pudieron ver en Jerusalén el ablaq de la cúpula de la Roca y en la basílica del Santo Sepulcro, así como muchos ejemplos de los cuales algunos han desaparecido. Fue de ese modo como los zigzags (por ejemplo en la arquitectura normanda) y el ablaq se convirtieron en partes integrales del repertorio de la arquitectura románica.
El arquitecto de Carolina del Sur John Henry Devereux creó un llamativo edificio en ablaq en blanco y negro en la Iglesia Evangélica Luterana Alemana de San Mateo (	1872). Sin embargo, esa concepción original ha sido plasmada sobre un monocromo rojo.